# Borsalino

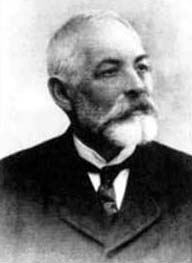
Giuseppe Borsalino (1834-1900), el creador del Borsalino.

Borsalino Giuseppe e Fratello S.p.A. es la más antigua compañía italiana especializada en la fabricación de sombreros de lujo. Desde 1857, el fabricante ha tenido su sede en Alessandria, Piamonte. El fundador, Giuseppe Borsalino, es recordado por crear un modelo particular de sombrero de fieltro caracterizado por la marca regsitrada Borsalino. 
Borsalino actualmente produce, además de sus tradicionales sombreros, gorras, boinas, bufandas y fulares.

## Historia
La producción inició el 4 de abril de 1857 cuando Giuseppe Borsalino la comenzó, ampliándola en consecuencia del tamaño y fama que acogería la industria, una fábrica de sombreros que alcanzó el considerable nivel de 750.000 piezas anuales de sombreros, ampliándose más allá de 2.000.000 a la víspera de la Primera Guerra Mundial. La fábrica productora alcanzó más allá de 2500 dependientes, representando un notable recurso en la economía de la ciudad piamontesa.
Las producciones de los sombreros de calidad impuso el empleo exclusivo del fieltro de pelo de conejo. Esta determinó una recaída positiva en la economía rural de una vasta región que vio la afirmación de crías domésticas, generalmente confiado a las mujeres y a los chicos.
En el extranjero la marca se extendió en cada rincón, conquistando amplios mercados. De aquel puramente británico y tradicional del City londinense, con los bombines de marca Borsalino, hasta competir con el Stetson para los sombreros americanos a principios del siglo pasado, sin olvidar también los mercados que se podrían definir como menores.
Su reorganización ocurrió en concomitancia con el principio del desuso de los sombreros, la producción fue desplazada en una nueva sede externa a la ciudad pero que continúa también hoy en día. Al ápice del período de crisis fue cedido el histórico establecimiento de Corso Cento Cannoni a Alessandria que, actualmente, es la sede de las facultades humanísticas.
La dinastía empresarial de los Borsalino además contribuyó a la realización de importantes obras para la ciudad de Alessandria como el acueducto y el alcantarillado, el hospital civil, el sanatorio y la residencia.
En la primavera del año 2006 fue inaugurado un museo con la colaboración del ayuntamiento para recordar las varias fases históricas que han caracterizado a la industria del sombrero Borsalino.
Ulteriormente la fama de los productos con marca Borsalino se amplió gracias a la película que salió con el nombre Borsalino, sobre el año 1970 con intérpretes como Alain Delon y como Jean-Paul Belmondo. Con los sombreros, la cultura y el espectáculo de la película.
Varios personajes importantes del mundo del cine, de la política y del empresariado han sido inmortalizados mientras vestían Borsalinos.

## El sombrero borsalino

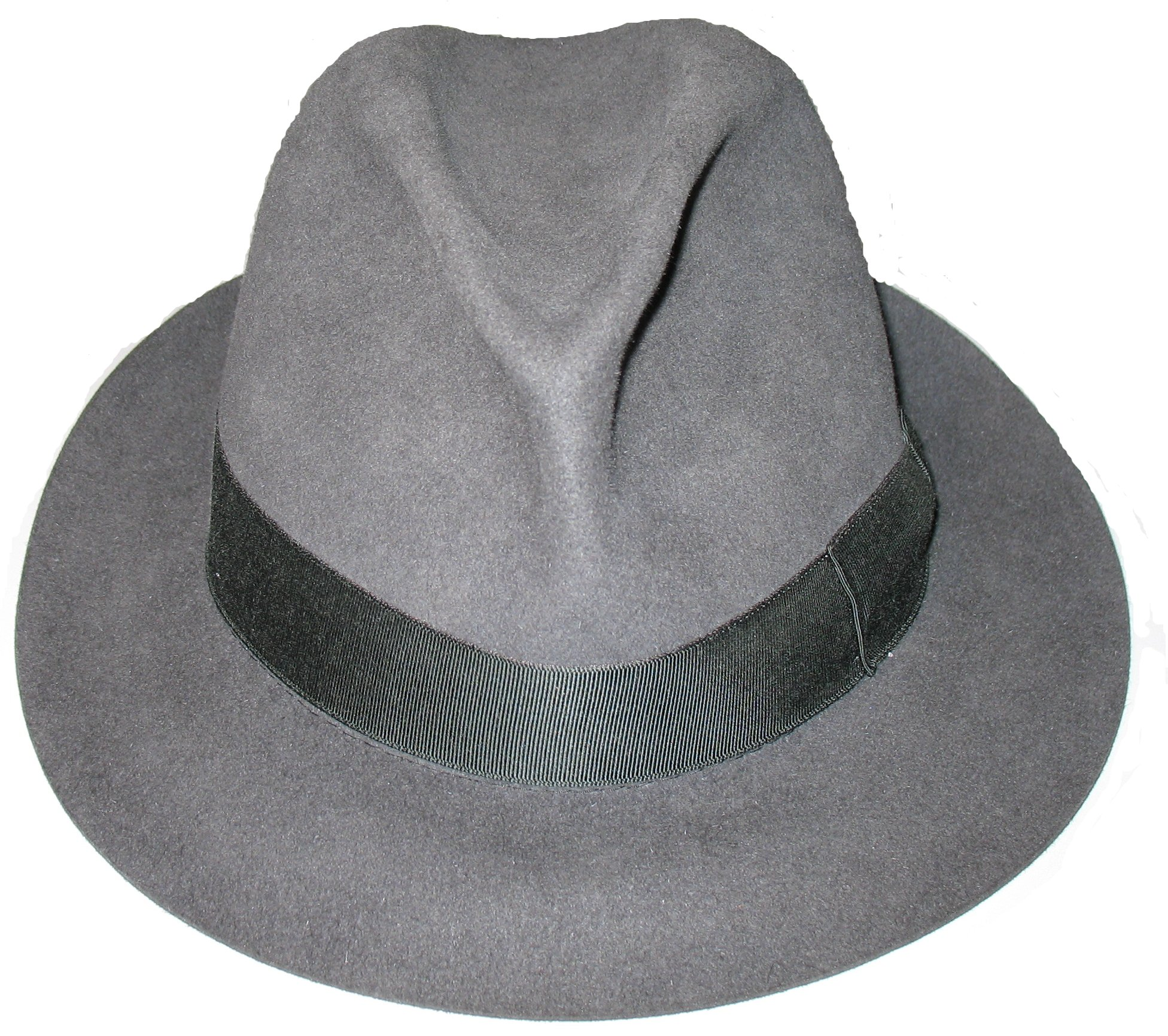
Una fedora hecha por Borsalino.

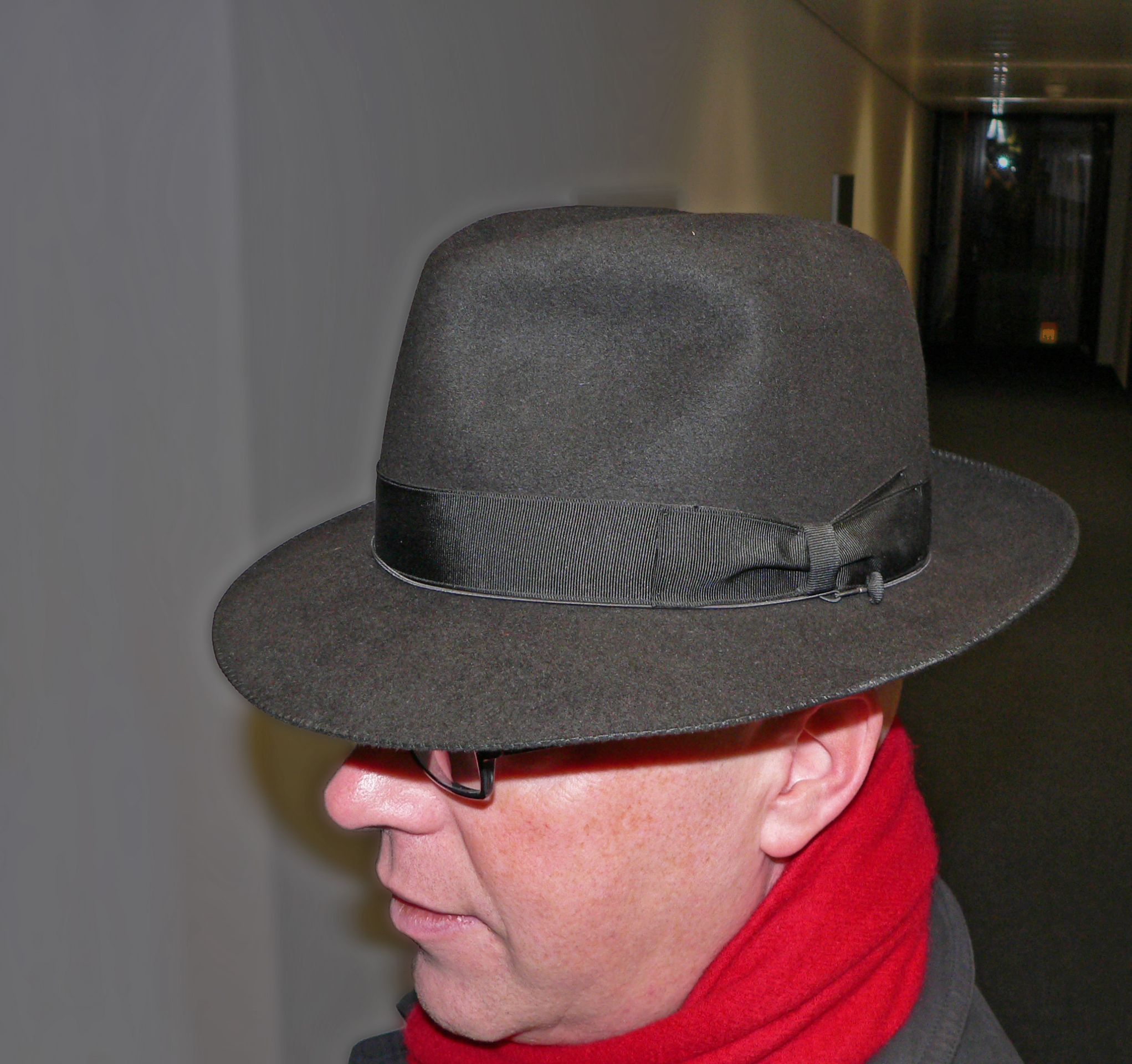
Sombrero borsalino.

El borsalino es un sombrero hecho de fieltro suave, por norma general es de color gris o negro y tiene una 
cinta anudada al lado izquierdo. Conocido por sus fedoras. Creado en el 1857, Borsalino produjo el fieltro de la 
piel belga del conejo en su fábrica en Alessandria, Italia.
Giuseppe Borsalino visitó Italia y Francia para aprender sobre el comercio del sombrero, y creó el primer taller 
artesanal para la producción de sombreros de fieltro. Cuando murió Giuseppe Borsalino, su hijo, Teresio Borsalino tuvo 
éxito en el negocio familiar. Su éxito duró hasta los años cuarenta, cuando el negocio del sombrero disminuyó en 
prominencia.
En 1970, la compañía inspiró la película Borsalino, que fue muy bien recibida en el cine de aquellos años. En 1986, 
la fábrica de Borsalino se movió a su ubicación actual en los suburbios de Alessandria. En la Universidad de Alessandria 
(así como un museo dedicado a la historia del sombrero) se encuentran las oficinas anteriores de la compañía de Borsalino.
La compañía produce hoy en día una gran variedad de productos tales como sombreros, corbatas, ropa, relojes, perfumes e 
incluso bicicletas vintage, y la compañía intenta guardar todo el encanto y clase del siglo pasado. Obtuvo el 
Gran Premio en la Exposición de París de 1900, luego en Bruselas en 1910, en Turín en 1911 y aun en París 
en 1931 y aún se lleva el sombrero hoy en día.
La compañía tiene sucursales en EUA y en Europa.
Recientemente, Borsalino también comenzó a producir cascos para las motos. Borsalino es una “marca” de sombreros que 
incluye numerosos modelos para mujeres y para hombres. 
El fieltro del borsalino se hace a partir de pelos de conejo o liebre.
Además, este famoso sombrero, es emblema de los gánsteres de los años treinta. No es el sombrero que lleva 
Indiana Jones.El Fedora de Jones es uno de sus símbolos más representativos. Durante el transcurso de las tres películas ha ido evolucionando en pequeños detalles. En "En busca del arca perdida", Jones lleva un sombrero un poco más alto respecto a los otros modelos, y la cinta que lleva alrededor de la base de este tiene su junta en la parte delantera del sombrero. El color es más o menos tipo ciervo, en las fotos o en la película adquiere muchos tonos distintos por la iluminación, pero el tono original del sombrero es un pelo más oscuro al ciervo (en la película se aclaró un poco para dar aspecto de usado). La cinta es una Petersham estándar (de 3.9 cm en el Fedora de Jones). La parte superior del sombrero tiene un doblez horizontal y no un hueco como en los que solían llevar en los sombreros de los 40-50. También el doblez del frente es muy característico al ser muy marcado.  

### Características propias
Suele confundirse con los sombreros Trilby y Fedora, pero se distingue de estos por:
- Flexibilidad: mayor en estos últimos.
- Corona: termina de manera más triangular en estos últimos.

Si se trata de un borsalino para el campo, podemos encontrarlo en algún tono marrón.

### El sombrero Borsalino y el cine
Objetivando la divulgación de la marca, más el modelo del sombrero conocido fabricado por Borsalino se utilizó en el cine, en dos filmes franceses llamados Borsalino (1970), con los actores Jean-Paul Belmondo y Alain Delon, y Borsalino & Cia (1974), con Alain Delon, ambos dirigidos por Jacques Deray, y cuya acción ocurre en Marsella en 1930 y 1934, respectivamente. Por esta razón, el sombrero borsalino pasó a asociarse a los mafiosos y a los gánsteres.

## El perfume "Borsalino"
En 1984 salió al mercado de la perfumería masculina un perfume de aseo de la marca Borsalino, con el nombre "Bosalino pour homme". En el set, además del perfume, contenía una loción para después del afeitado, una crema corporal, un jabón, un gel de ducha, una crema y una crema para afeitar en forma de spray, y además, un desodorante en spray y en barra.
El perfume Bosalino pour homme tuvo un buen consenso comercial, sin embargo los gustos al respecto de la perfumería masculina cambiaron en el curso de los años y los conocidos "tabaccose" típicos de los perfumes de aseos masculinos de los años ochenta fueron sustituidos, dejando el sitio a las fragancias llamadas "frescas"; por consiguiente el producto terminó su producción en el 1997.
En el 1994, es decir, diez años después del lanzamiento de Bosalino pour homme, fue presentado otro perfume masculino con el nombre L'altro Borsalino, pero el escaso gusto del público decretó de ello un fracaso y declive del mercado llegó en poco tiempo; se podría decir lo mismo del Borsalino Chapeau, puesto en venta en el 2001 y a la venta solo en los supermercados.
En el 2007, la marca Borsalino vuelve a la alta perfumería masculina con una nueva fragancia, Panamá.